# Smotrytj (flod)
Smotrytj (ukrainsk: Смотрич, polsk: Smotrycz) er en venstre biflod til Dnestr, der løber gennem den Podoliske slette i det vestlige Ukraine. Dens er 168 km lang og dets afvandingsområde dækker 1.800 km2.  Den gennemsnitlige bredde af floden er 10-15 meter, men på et tidspunkt overstiger den 40 m.
Floden er især kendt for sine høje bredder, som giver den et kløftagtigt udseende. Den bruges til vandforsyning, kunstvanding og fiskeri. En lille vandkraftstation er placeret på den, såvel som byen Kamianets-Podilskyj, den urbane bebyggelse Smotrych og byen Horodok ( Khmelnytskyi Oblast ).